# Celeste (Laura Pausini)
Celeste è un singolo della cantante italiana Laura Pausini, pubblicato il 5 novembre 2012 come sesto estratto dall'album Inedito del 2011.

## Descrizione
Il 15 settembre 2012 durante la festa annuale del Fan Club al PalaCredito di Romagna di Forlì la cantante annuncia la sua gravidanza e che il nuovo singolo è Celeste in sostituzione di Troppo tempo (per il quale aveva già girato un videoclip).
La canzone nasce da una riflessione serena sul sentimento della maternità, vissuta senza pressioni e senza doveri, come il desiderio consapevole di una donna adulta di diventare un giorno genitore. La musica è composta da Giuseppe Dati e Goffredo Orlandi; il testo è scritto da Laura Pausini e Giuseppe Dati; l'adattamento spagnolo è di Laura Pausini e George Ballesteros; la produzione è di Celso Valli.
Il singolo viene utilizzato per promuovere l'uscita dell'album Inedito - Special Edition contenente l'album Inedito del 2011 con l'aggiunta del medley disco music che la cantante ha interpretato a Roma durante il concerto del 31 dicembre 2011 dell'Inedito World Tour 2011-2012 e il DVD con registrazioni del tour e con contenuti speciali.
Il brano Celeste viene presentato dal vivo durante l'Inedito World Tour 2011-2012 all'interno del Medley Luna. Viene poi tradotta in lingua spagnola con il titolo Asì celeste, inserita nell'album Inédito ma non estratta come singolo in America Latina e Spagna.
Celeste viene inserita in una versione rimasterizzata nell'album 20 - The Greatest Hits del 2013 e nella compilation di Radio Italia Love 2013 del 2013; in versione Live negli album Inedito - Special Edition e Inédito - Special Edition del 2012 (Medley Luna video).
Asì celeste viene inserita in una versione rimasterizzata nell'album 20 - Grandes Exitos del 2013.

## Video musicale
Il videoclip (solo in lingua italiana) è stato diretto dal regista Gaetano Morbioli nei primi giorni della gravidanza dell'artista.
I primi 30 secondi del videoclip vengono trasmessi il 3 novembre 2012 sul TG5 di Canale 5 e nel pomeriggio sul rotocalco televisivo Verissimo; il videoclip completo viene reso disponibile il 7 novembre successivo sul sito web di TGcom24 e dall'8 novembre in rotazione su tutti i canali musicali.

## Tracce
CD singolo - Promo
1. Celeste – 4:02

Download digitale
1. Celeste – 4:02
2. Asì celeste – 4:02

## Formazione
- Laura Pausini – voce
- Samuele Dessi – chitarra elettrica, chitarra acustica, programmazione
- Celso Valli – pianoforte, organo Hammond, tastiera
- Massimo Varini – chitarra elettrica, chitarra acustica
- Cesare Chiodo – basso
- Paolo Valli – batteria
- Tommy Ruggero – percussioni
- C.V. Ensemble Orchestra – strumenti ad arco

## Pubblicazioni
Celeste e Asì celeste (insieme alla versione strumentale) vengono pubblicati nel box The Singles Collection - Volume 3 edito dalla Atlantic Records nel 2019, commercializzato attraverso il fan club ufficiale dell'artista Laura4u.

## Classifiche
| Classifiche (2012) | Posizione massima |
| ------------------ | ----------------- |
| Italia             | 27                |